# Чуич, Георгий Трифонович
 Георгий Трифонович Чуич (10 [22] апреля 1891, Богатич, Сербия — 10 декабря 1941, Томск) — ректор Воронежского университета (1927—1929), Иркутского университета (1929—1930), директор Томского индустриально-педагогического института (1931—1933).

## Биография
Родился в семье сербского служащего. После окончание гимназии Г. Чуич был направлен на учёбу в Московский университет, где в 1914 году окончил славянско-русское отделение историко-филологического факультета.
С началом Первой мировой войны, как военнообязанный запаса сербской армии, в 1914—1917 годах участвовал в военных действиях на Македонском фронте на Балканах. Дослужился до чина подпоручика сербской армии, был командиром взвода, а затем роты.
По предложению сербского премьер-министра Н. Пашича летом 1917 года Чуич и четверо его соотечественников, владеющих русским языком, выехали в Россию для изучения опыта русской революции и ведения пропаганды в русской прессе в целях оказания материальной и военной помощи Сербии со стороны России. До России Г. Чуич добрался через два с половиной месяца через Грецию, Италию, Францию, Англию, Норвегию, Швецию и Финляндию, прибыв в Петроград 8 сентября 1917 года. Здесь его и застала Октябрьская революция в 1917 году, которую он поддержал. Поселился в Задонске Воронежской губернии (ныне Липецкая область) вместе с семьёй, которую завёл ещё во время учёбы в Московском университете. Когда в 1922 году правительство Югославии предложило ему вернуться на родину, ответил категорическим отказом. По неофициальным данным, югославские власти приговорили Чуича за отказ к смертной казни.
С ноября 1918 года преподавал: в Задонской школе для взрослых — русскую литературу, на педагогических курсах — историю русской литературы, а позже в районной партшколе — Конституцию РСФСР. В 1919—1920 годах заведовал школьным подотделом, а затем уездным отделом народного образования. В октябре 1920 года вступил в РКП(б). Назначался уездным уполномоченным по продовольствию и принимал участие в проведении продовольственных кампаний. C декабря 1921 года заместитель заведующего, а с 1922 года по июнь 1923 года заведующий Воронежским губернским отделом народного образования (губоно). В 1922 году участвовал в работе 2-го и 3-го Всероссийских съездов заведующих губОНО Наркомпроса РСФСР.
С февраля 1923 года был лектором Воронежского университета, затем с марта того же года заместителем декана педагогического факультета, доцентом кафедры славяноведения на литературно-лингвистическом отделении факультета, где преподавал сербохорватский язык как признанный специалист по сербской литературе. Вёл активную общественную работу. С сентября 1924 года по март 1927 года был деканом педагогического факультета Воронежского университета.
30 марта 1927 года был назначен ректором Воронежского университета и эту должность занимал до 1 июня 1929 года.
Летом 1929 года направлен на работу в Сибирь и с 1 июня 1929 года по 8 августа 1930 года являлся ректором Иркутского государственного университета. Одновременно был доцентом кафедры общего и русского языкознания на педагогическом факультете ИГУ.
В августе 1930 года переведён в Томский университет и с 1 сентября того же года был назначен на должность декана педагогического факультета и доцента кафедры общего и русского языковедения. Затем был утвержден профессором кафедры общего и русского языкознания педагогического факультета ТГУ. В апреле—мае 1931 года временно исполнял обязанности директора Томского государственного университета. После реорганизации факультета в Томский индустриально-педагогический институт, с 15 августа 1931 года по 20 января 1933 года занимал пост его директора. С января 1934 года заведовал кафедрой общего и русского языкознания, а с 1936 года — учебной частью института.
В 1937 году Георгия Трифоновича по совокупности научных работ утвердили в ученой степени кандидата филологических наук без защиты диссертации. В течение ряда лет он был деканом факультета русского языка и литературы, читал курс истории русского языка, активно занимался исследованиями в области русского языка и литературы. В конце 1930-х — начале 1940-х годов изучал русские народные говоры жителей Новосибирской области, по заданию АН СССР готовил материал для лингвистического атласа.
В ноябре 1937 года Г. Т. Чуич был исключен из рядов ВКП(б) за материальную помощь сыну Александру Георгиевичу Чуичу, который был обвинен по ст. 58-02 УК РСФСР за участие в контрреволюционной троцкистской организации и приговорен к 5 годам заключения. В феврале 1940 года Георгий Трифонович восстановлен в партии и продолжил работу в институте.
10 декабря 1941 года Г. Т. Чуич скоропостижно скончался. Похоронен на Южном кладбище.

## Семья
- Жена — Людмила Александровна, урождённая Шестерикова; доктор филологических наук, профессор ТГУ[5].

Дети:
- Александр (1913, Москва[5] — 1935?); аспирант ФМФ ТГУ, арестован в январе 1935, осуждён по ст. 58-02 (контрреволюционная троцкистская организация) и приговорён к 5 годам лишения свободы. Реабилитирован посмертно в 1991 году[5].
- Игорь (1915—1942); в начале 1930-х годов учился на литературном факультете ТГПИ[5], в 1941 году — секретарь Краснопресненского райкома ВЛКСМ в Москве[5]. В войну — младший политрук, политрук роты 1323-го стрелкового полка 415-й стрелковой дивизии, пропал без вести в феврале 1942 года[5].
- Воислав (р. 1923), доктор технических наук, профессор, долгие годы работал в Санкт-Петербургском университете аэрокосмического приборостроения[5].